# Stražišče (gmina Prevalje)
Stražišče – wieś w Słowenii, w gminie Prevalje. W 2018 roku liczyła 158 mieszkańców.